# 大場脩
大場 脩（おおば おさむ、1937年5月26日 - ）は、日本の政治家。元北海道網走市長（3期）。

## 来歴
北海道常呂郡常呂町（現・北見市）出身。北海道網走南ヶ丘高等学校卒。高校卒業後、札幌国税局に入り、紋別、網走の各税務署で働いたのち、網走市役所に入る。財政課長、経済、総務の各部長を経て、助役となる。1997年に網走市役所を退職、翌1998年の網走市長選挙に立候補して新人3人の争いを制した。2002年は無投票で再選。2006年の市長選挙も無投票で三選した。市長は2010年まで務め、退任した。